# Krötzing (Tittmoning)
Krötzing ist ein Gemeindeteil der Stadt Tittmoning im oberbayerischen Landkreis Traunstein. Die Einöde liegt circa vier Kilometer nordwestlich von Tittmoning.

## Baudenkmäler
Siehe auch: Liste der Baudenkmäler in Tittmoning#Weitere Ortsteile
- Wegkapelle, erbaut 1862